# Echiniscus kosickii
Espèce
Echiniscus kosickii est une espèce de tardigrades de la famille des Echiniscidae. 

## Distribution
Cette espèce est endémique du Costa Rica.

## Description
Echiniscus kosickii mesure de 129,7 à 158,0 µm.

## Étymologie
Cette espèce est nommée en l'honneur de Jakub Kosicki.

## Publication originale
- Kaczmarek & Michalczyk, 2010 : The genus Echiniscus Schultze 1840 (Tardigrada) in Costa Rican (Central America) rain forests with descriptions of two new species. Tropical Zoology (Firenze), vol. 23, no 1, p. 91-106 (texte intégral).